# Ahornboden

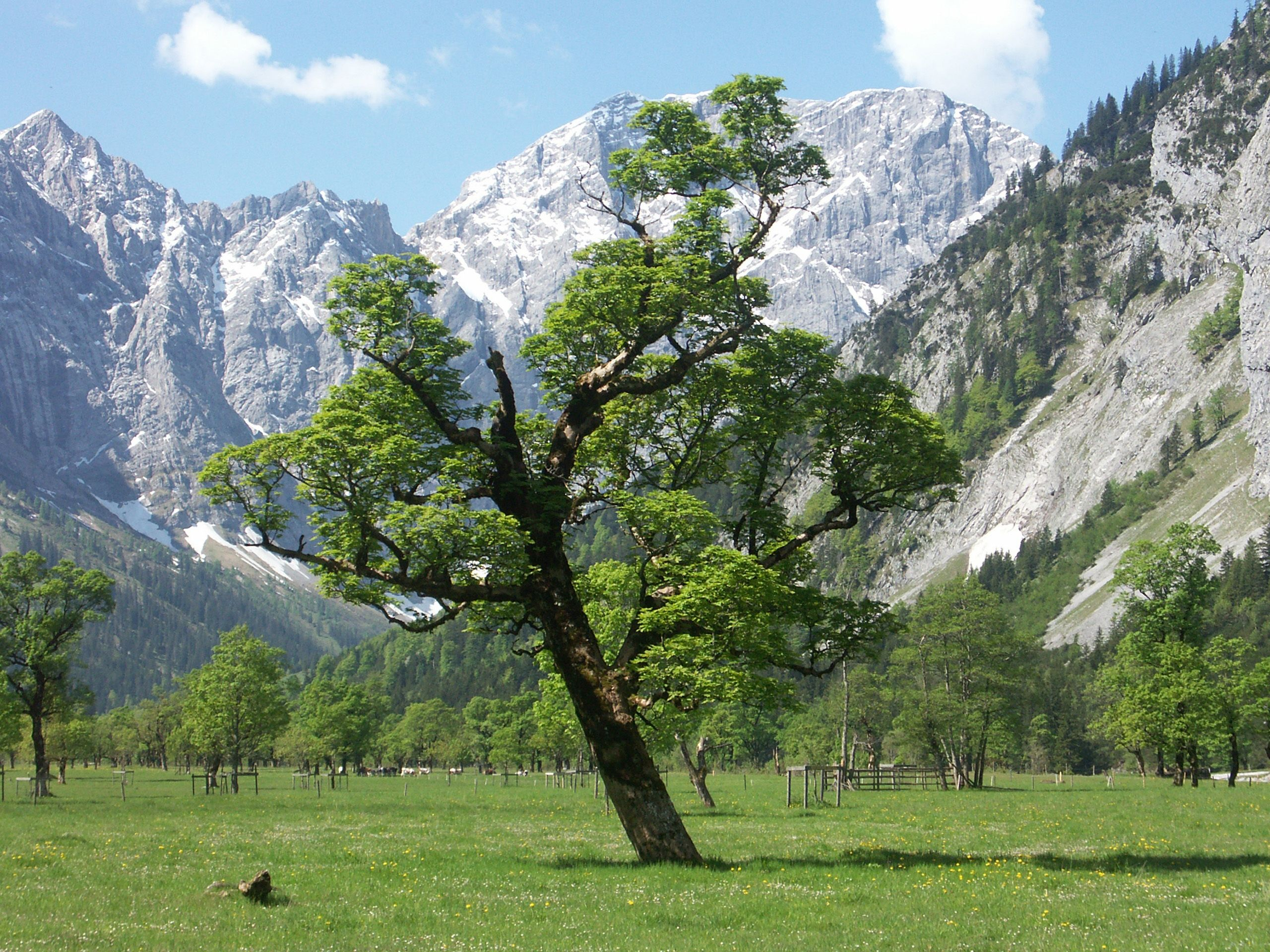
Großer Ahornboden mit Grubenkarspitze

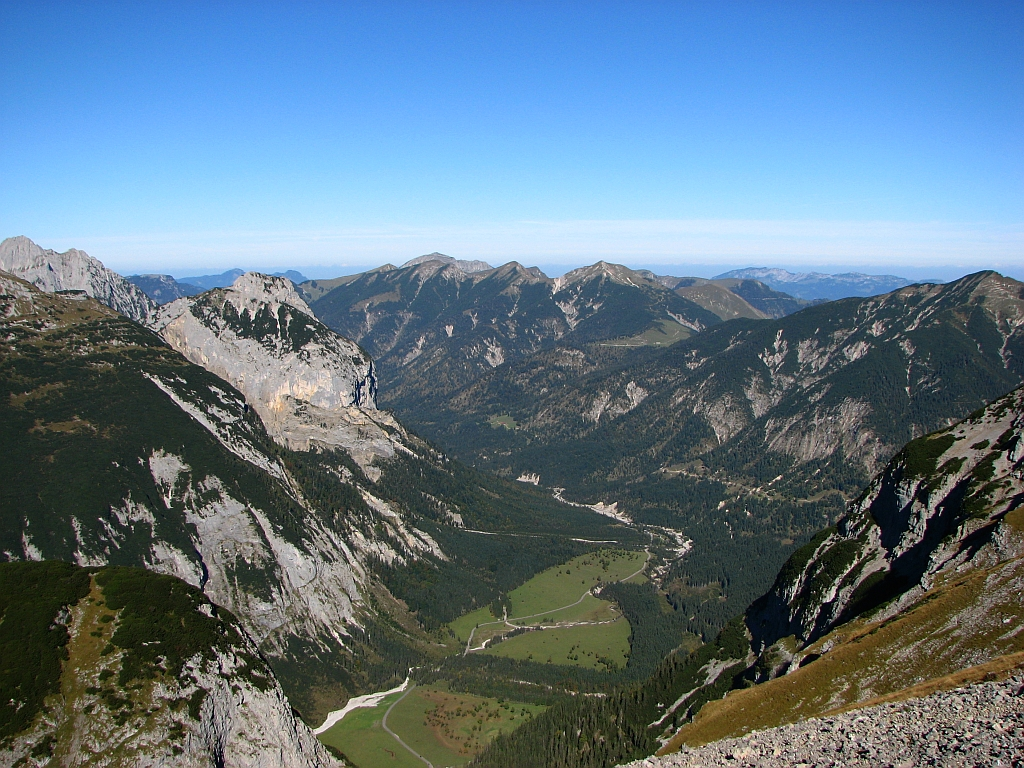
Der nördliche Ahornboden von der Sonnjoch-Westflanke

Der Große und der Kleine Ahornboden sind zwei landschaftlich beeindruckende Almböden mit alten Berg-Ahornbeständen im nördlichen Karwendel. Beide liegen in Österreich und sind Teil eines tirolerisch-bayrischen Landschafts- und Naturschutzgebiets (seit 1928).

## Großer Ahornboden

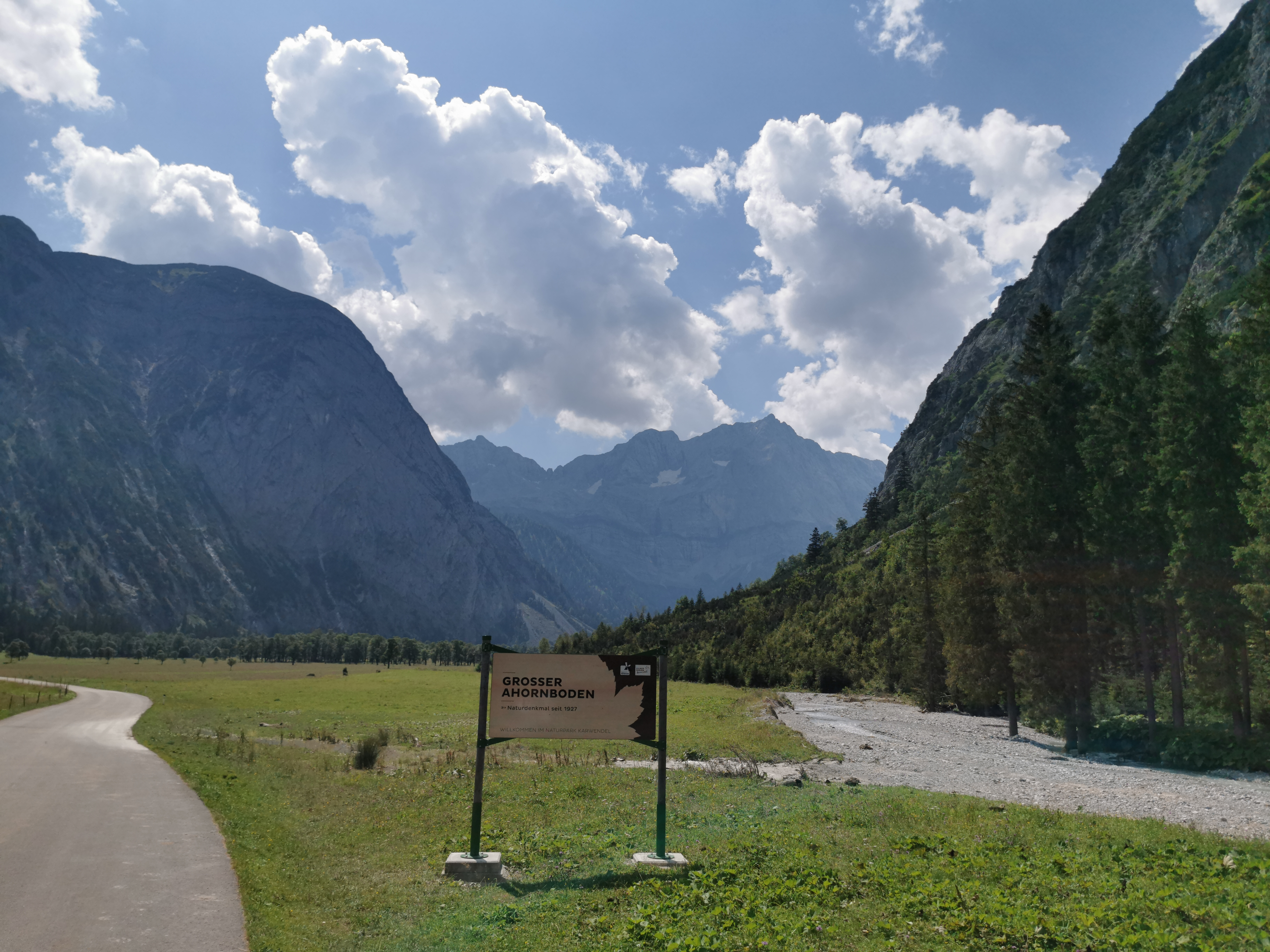
Schild „Großer Ahornboden“

Der Große Ahornboden liegt am Talschluss des Rißtales, dem Enger Tal, kurz vor der Ortschaft Eng zwischen 1080 und 1300 m ü. A. im Gemeindegebiet von Vomp (Bezirk Schwaz). Eine menschliche Besiedlung fand hier 4500 v. Chr. statt. 1927 wurden die „Ahornbäume bei der Alpe Eng am großen Ahornboden“ zum Naturdenkmal erklärt, es handelt sich um eine der ältesten noch bestehenden Unterschutzstellungen von Naturdenkmälern in Tirol. Am 20. Dezember 1988 wurde der Große Ahornboden als Landschaftsschutzgebiet ausgewiesen, das 267,28 Hektar umfasst. Er ist auch Teil des Naturparks Karwendel. Das Gebiet ist mit zahlreichen 300 bis 600 Jahre alten und sehr knorrigen Ahornbäumen bewachsen. Im Jahr 1966 wurden 2409 Bäume gezählt.

### Entstehung
Warum sich auf dem seit vielen Jahrhunderten als Weidefläche genutzten Gebiet dieser ausgedehnte Bergahornbestand entwickeln konnte, war lange Zeit völlig unklar. Aufgrund zahlreicher geologischer, archäologischer und ökologischer Untersuchungen im letzten Jahrzehnt konnten zahlreiche Fragen geklärt werden. Nachdem der „eiszeitliche Hobel“ im Laufe der letzten Eiszeit ein klassisches U-Tal gebildet hatte, wurde die Talsohle vom Enger Grundbach mit 80 bis 120 Meter Schotter aufgefüllt, der aufgrund der Erosion in großen Mengen bis heute zur Verfügung steht. Der Bergahorn konnte aufgrund seines speziellen Wurzelwerks diese Rahmenbedingungen optimal nutzen. Das Entfernen von Nadelbäumen, Gebüschen etc. erfolgte wohl durch die seit dem 12. Jahrhundert mit wenigen Unterbrechungen praktizierte Almwirtschaft. Somit ist der Ahornboden ein Produkt der speziellen natürlichen Gegebenheiten und der traditionellen menschlichen Nutzung.

### Naturkundliche Besonderheit
Der Große Ahornboden ist nicht nur aufgrund seiner großen Anzahl an Bergahornen landschaftlich einzigartig, sondern die alten Bergahorne sind selbst wiederum Lebensräume für eine große Anzahl an Moosen, Flechten und Farnen. Im Rahmen einer Dissertation konnten 215 Moos- und Flechtenarten am Großen Ahornboden nachgewiesen werden. Auch das europaweit geschützte Rudolphis Trompetenmoos (Tayloria rudolphiana) konnte mit einem großen Bestand nachgewiesen werden. Aus zoologischer Sicht sind die alten Bäume für Höhlenbrüter wie Spechte und Fledermäuse sehr attraktiv.

### Naturschutzmaßnahmen
Berg-Ahorne werden rund 500 Jahre alt, viele der Bäume im Großen Ahornboden haben daher ihre natürliche Altersgrenze erreicht. Da die natürliche Verjüngung aufgrund veränderter Boden- und Wasserverhältnisse und durch die Beweidung von Vieh und Wild nicht funktioniert, werden abgestorbene Bäume durch Neupflanzungen ersetzt.

### Erreichbarkeit
Der Große Ahornboden ist von Mai bis Oktober über eine Mautstraße von Hinterriß aus zu erreichen. Es ist auch eine Anreise mit öffentlichen Verkehrsmitteln („Bergsteigerbus Eng“) möglich. Von November bis Ende April ist die Mautstraße ausnahmslos geschlossen.

## Kleiner Ahornboden

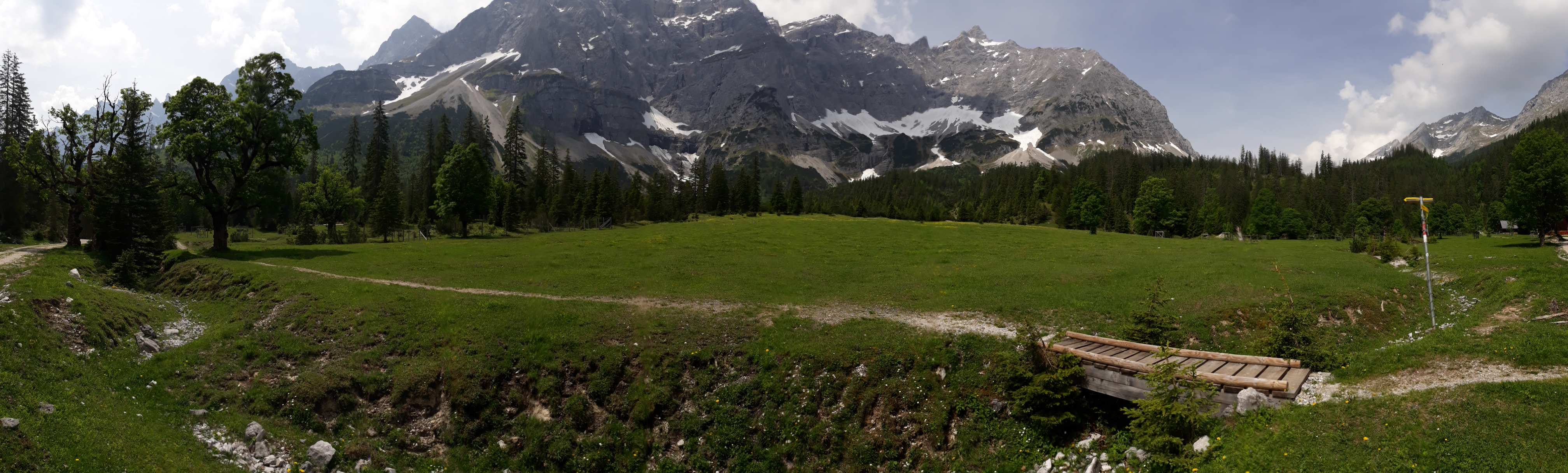
Kleiner Ahornboden vor der Hinterautal-Vomper-Kette

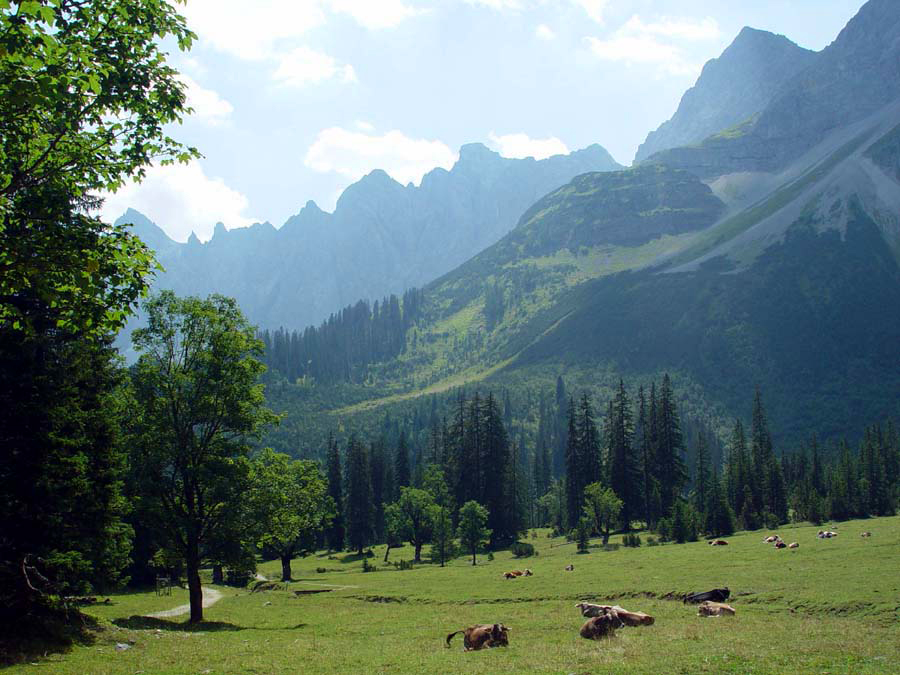
Der Kleine Ahornboden

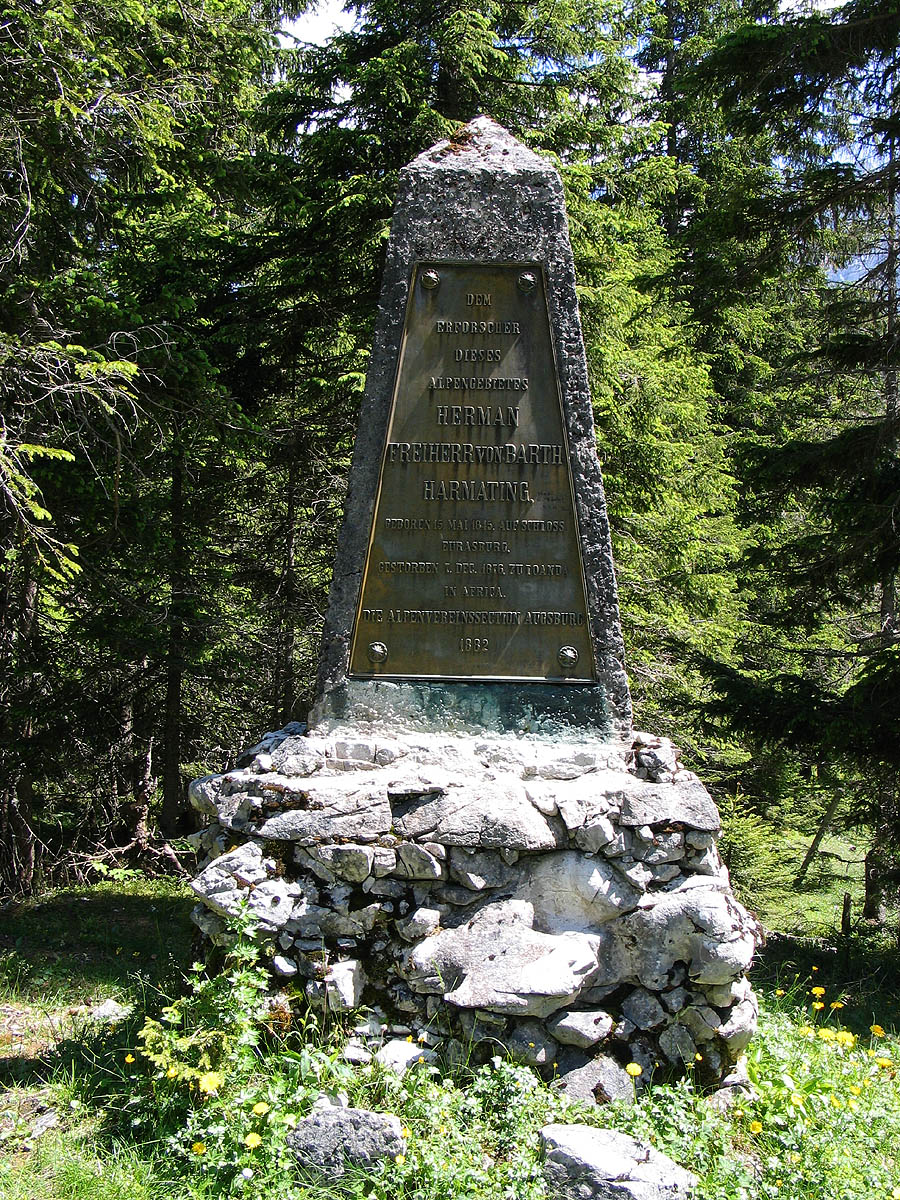
Hermann-von-Barth-Denkmal am Kleinen Ahornboden

Der Kleine Ahornboden befindet sich am südlichen Ende des Johannestals auf rund 1400 m ü. A. (47° 24′ 59″ N, 11° 28′ 2″ O) direkt unterhalb der steil abfallenden Nordwände der Hinterautal-Vomper-Kette. Er ist ebenfalls Teil des Naturschutzgebietes Karwendel im Alpenpark Karwendel. Zu Fuß ist er in rund 2,5 Stunden von Hinterriß und in etwa 2 Stunden vom Karwendelhaus zu erreichen. Mit dem Mountainbike reduziert sich diese Zeit auf ca. 1:15 h.
Am nördlichen Rand des Kleinen Ahornbodens steht ein Denkmal für Hermann von Barth, den „Erschließer des Karwendels“.

## Entwässerung
Der Große Ahornboden wird durch den Rißbach entwässert, der Kleine Ahornboden durch dessen Zufluss Johannesbach. Hinter der Grenze zu Deutschland wird der Rißbach gestaut und dessen Wasser durch einen Stollen dem Laufwasserkraftwerk Niedernach am Südufer des Walchensees zugeleitet.